# Archerfield (Queensland)
Archerfield est une ville située dans la banlieue de Brisbane, dans le Queensland, en Australie. Archerfield est une ville à faible démographie, dont l'espace territorial est notamment occupé par son aéroport. Le recensement australien de 2011 dénombrait une population de 510 habitants.
La limite ouest de la ville suit l'Oxley Creek et la limite est suit Beaudesert Road.

## Démographie
En 2011, le recensement de la population en Australie établit la population de Archerfield au nombre de 510 habitants dont 44,9% de femmes et 55,1% d'hommes.
L'âge médian de la population d'Archerfield est de 37 ans, soit le même que le médian national.
64,5% des personnes vivant à Archerfield sont nées en Australie, soit légèrement moins que la moyenne nationale de 69,8%. On retrouve en haut de classement des autres pays de naissance l'Inde avec 3%, suivi par l'Angleterre avec 2,4%, les Philippines, la Nouvelle-Zélande avec 2,2% et les Fidji avec 2%.
67,4% des personnes ne parlent que l'anglais dans un cadre familial. On retrouve pour les autres langues le vietnamien à hauteur de 4,2%, le samoan avec 2,2%, l'hindi avec 2% ainsi que le gujarati et le grec avec 1,8%.

## Aéroport d'Archerfield
L'aéroport d'Archerfield servait à l'origine d'aéroport principal de Brisbane. L'ancienne aérogare civile est toujours en service dans la partie ouest de l'aérodrome.
Durant la Seconde Guerre mondiale, l'aérodrome servait de base pour des opérations de soutien aérien dans le Pacifique.

## Histoire
Le 8 août 1995, le sud du Queensland est touché par une importante vague de froid. Une température de 0 °C est relevée à Archerfield.
Le 4 janvier 2014, la ville enregistre une température maximale de 42,4 °C, juste un peu moins que le record maximal de 1940.

## Patrimoine
Archerfield a un certain nombre de sites classés à son patrimoine, comme :
- 98-138 Kerry Road : Archerfield Second World War Igloos Complex[4]